# Region Murau–Murtal (Diözese Graz-Seckau)
Die Region Murau–Murtal ist eine von acht Regionen der Diözese Graz-Seckau. 2021 wurden die Dekanate aufgelöst und die Pfarren den neu entstandenen Seelsorgeräumen und Regionen zugeteilt.

## Seelsorgeraum Judenburg-Obdacherland
| Pfarre                    | Patrozinium              | Kirchengebäude                                                                 | Bild                                     |
| ------------------------- | ------------------------ | ------------------------------------------------------------------------------ | ---------------------------------------- |
| Frauenburg                | Hl. Jakobus der Ältere   | Pfarrkirche Frauenburg                                                         | Pfarrkirche Frauenberg                   |
| Judenburg-St. Magdalena   | Hl. Maria Magdalena      | Pfarrkirche St. Magdalena                                                      | Pfarrkirche St. Magdalena, Judenburg     |
| Judenburg-St. Nikolaus    | Hl. Nikolaus             | Pfarrkirche St. Nikolaus                                                       | Pfarrkirche Heiliger Nikolaus, Judenburg |
| Kleinfeistritz            | Hl. Johannes der Täufer  | Pfarrkirche Kleinfeistritz Messkapelle hll. Rochus und Sebastian im Stüblergut | Pfarrkirche Kleinfeistritz               |
| Obdach                    | Hl. Ägidius              | Pfarrkirche Obdach                                                             | Pfarrkirche Obdach                       |
| Scheiben                  | Hl. Johannes Enthauptung | Pfarrkirche Scheiben                                                           | Pfarrkirche Scheiben                     |
| St. Anna am Lavantegg     | Hll. Joachim und Anna    | Pfarrkirche St. Anna am Lavantegg                                              | Pfarrkirche St. Anna                     |
| St. Georgen ob Judenburg  | Hl. Georg                | Pfarrkirche St. Georgen ob Judenburg                                           | Pfarrkirche St. Georgen ob Jodenburg     |
| St. Georgen bei Obdach    | Hl. Georg                | Pfarrkirche St. Georgen in Obdachegg                                           | Georgskirche Amering (bei Obdach)        |
| St. Peter ob Judenburg    | Hl. Petrus               | Pfarrkirche St. Peter ob Judenburg                                             | Pfarrkirche St. Peter ob Judenburg       |
| St. Wolfgang bei Obdach   | Hl. Wolfgang             | Pfarrkirche St. Wolfgang bei Obdach                                            | Pfarrkirche St. Wolfgang                 |
| Unzmarkt                  | Hl. Magdalena            | Pfarrkirche Unzmarkt                                                           | Pfarrkirche Unzmarkt                     |
| Weißkirchen in Steiermark | Hl. Vitus                | Pfarrkirche Weißkirchen in Steiermark Wallfahrtskirche Maria Buch              | Pfarrkirche Weißkirchen                  |
| Zeltweg                   | Hlgst. Herz Jesu         | Pfarrkirche Zeltweg                                                            | Pfarrkirche Zeltweg                      |

## Seelsorgeraum Knittelfeld
| Pfarre                          | Patrozinium       | Kirchengebäude                                                                | Bild                         |
| ------------------------------- | ----------------- | ----------------------------------------------------------------------------- | ---------------------------- |
| Gaal                            | Hl. Petrus        | Pfarrkirche Gaal                                                              | Pfarrkirche Gaal             |
| Großlobming                     | Hl. Lambert       | Pfarrkirche Großlobming                                                       | Pfarrkirche Großlobming      |
| Kleinlobming                    | Hl. Thomas        | Pfarrkirche Kleinlobming                                                      | Pfarrkirche Kleinlobming     |
| Knittelfeld                     | Christkönig       | Stadtpfarrkirche Knittelfeld                                                  | Stadtpfarrkirche Knittelfeld |
| Kobenz                          | Hl. Rupert        | Pfarrkirche Kobenz                                                            | Pfarrkirche Kobenz           |
| Lind-Maßweg                     | Hl. Martin        | Pfarrkirche Lind-Maßweg                                                       | Pfarrkirche Lind-Spielberg   |
| Rachau                          | Hl. Oswald        | Pfarrkirche Rachau                                                            | Pfarrkirche Rachau           |
| Schönberg ob Knittelfeld        | Hl. Stefan        | Pfarrkirche Schönberg ob Knittelfeld                                          | Pfarrkirche Schönberg        |
| Seckau                          | Mariä Himmelfahrt | Basilika Seckau                                                               | Basilika Seckau              |
| St. Lorenzen bei Knittelfeld    | Hl. Laurentius    | Pfarrkirche St. Lorenzen bei Knittelfeld                                      | Pfarrkirche St. Lorenzen     |
| St. Marein bei Knittelfeld      | Mariä Geburt      | Pfarrkirche St. Marein bei Knittelfeld Filialkirche Feistritz bei Knittelfeld | Pfarrkirche St. Marein       |
| St. Margarethen bei Knittelfeld | Hl. Margareta     | Pfarrkirche St. Margarethen bei Knittelfeld                                   | Pfarrkirche St. Margarethen  |

## Seelsorgeraum Murau
| Pfarre                 | Patrozinium                | Bild                                                         |                          |
| ---------------------- | -------------------------- | ------------------------------------------------------------ | ------------------------ |
| Krakaudorf             | Hl. Oswald                 | Pfarrkirche Krakaudorf Filialkirche St. Ulrich am Hollerberg | Pfarrkirche Krakaudorf   |
| Krakauebene            | Hl. Ulrich                 | Pfarrkirche Krakauebene                                      | Pfarrkirche Krakauebene  |
| Murau                  | Hl. Matthäus               | Stadtpfarrkirche Murau Filialkirche Egidi                    | Stadtpfarrkirche Murau   |
| Predlitz               | Hll. Primus und Felicianus | Pfarrkirche Predlitz                                         | Pfarrkirche Predlitz     |
| Ranten                 | Hl. Bartholomäus           | Pfarrkirche Ranten                                           | Pfarrkirche Ranten       |
| Schöder                | Mariä Geburt               | Pfarrkirche Schöder                                          | Pfarrkirche Schöder      |
| Stadl an der Mur       | Hl. Johannes der Täufer    | Pfarrkirche Stadl an der Mur                                 | Pfarrkirche Stadl        |
| Sankt Georgen ob Murau | Hl. Georg                  | Pfarrkirche St. Georgen ob Murau                             | Pfarrkirche St. Georgen  |
| St. Ruprecht ob Murau  | Hl. Rupert                 | Pfarrkirche St. Ruprecht ob Murau                            | Pfarrkirche St. Ruprecht |
| Turrach                | Hl. Josef                  | Pfarrkirche Turrach                                          | Pfarrkirche Turrach      |

## Seelsorgeraum Oberwölz–Scheifling
| Pfarre                        | Patrozinium    | Kirchengebäude                                     | Bild                     |
| ----------------------------- | -------------- | -------------------------------------------------- | ------------------------ |
| Frojach                       | Hl. Andreas    | Pfarrkirche Frojach Schlosskapelle Pux hl. Ägydius | Pfarrkirche Frojach      |
| Niederwölz                    | Hl. Maximilian | Pfarrkirche Niederwölz                             | Pfarrkirche Niederwölz   |
| Oberwölz                      | Hl. Martin     | Stadtpfarrkirche Oberwölz                          | Pfarrkirche Oberwölz     |
| Scheifling                    | Hl. Thomas     | Pfarrkirche Scheifling                             | Pfarrkirche Scheifling   |
| Schönberg-Lachtal             | Hl. Ulrich     | Pfarrkirche Schönberg-Lachtal                      | Pfarrkirche Schönberg    |
| Sankt Lorenzen bei Scheifling | Hl. Laurentius | Pfarrkirche St. Lorenzen bei Scheifling            | Pfarrkirche St. Lorenzen |
| St. Peter am Kammersberg      | Hl. Petrus     | Pfarrkirche St. Peter am Kammersberg               | Pfarrkirche St. Peter    |
| Teufenbach                    | Hl. Margareta  | Pfarrkirche Teufenbach                             | Pfarrkirche Teufenbach   |

## Seelsorgeraum Pölsental
| Ort                      | Patrozinium             | Kirchengebäude | Bild                             |
| ------------------------ | ----------------------- | --- | -------------------------------- |
| Allerheiligen bei Pöls   | Allerheiligen           | Pfarrkirche Allerheiligen bei Pöls                                                                                     | Pfarrkirche Allerheiligen        |
| Bretstein                | Hl. Katharina           | Pfarrkirche Bretstein                                                                                                  | Pfarrkirche St. Oswald           |
| Fohnsdorf                | Hl. Rupert              | Pfarrkirche Fohnsdorf                                                                                                  | Pfarrkirche Fohnsdorf            |
| Oberzeiring              | Hl. Nikolaus            | Pfarrkirche Oberzeiring Friedhofskirche Oberzeiring, Kalvarienbergkirche Oberzeiring, Maria-Schnee-Kapelle Oberzeiring | Pfarrkirche Oberzeiring          |
| Pöls                     | Mariä Himmelfahrt       | Pfarrkirche Pöls | Pfarrkirche Pöls                 |
| Pusterwald               | Mariä Heimsuchung       | Pfarrkirche Pusterwald                                                                                                 |                                  |
| St. Johann am Tauern     | Hl. Johannes der Täufer | Pfarrkirche St. Johann am Tauern                                                                                       | Pfarrkirche St. Johann am Tauern |
| Sankt Oswald bei Zeiring | Hl. Oswald              | Pfarrkirche St. Oswald bei Zeiring                                                                                     | Pfarrkirche Möderbrugg           |

## Seelsorgeraum St. Lambrecht
| Pfarre | Inkorporation             | Patrozinium        | Kirchengebäude                                  | Bild                             |
| --- | ------------------------- | ------------------ | ----------------------------------------------- | -------------------------------- |
| Greith bei Neumarkt |                           | Hl. Martin         | Pfarrkirche Greith bei Neumarkt                 | Pfarrkirche Neumarkt             |
| Mariahof | Abtei St. Lambrecht (OSB) | Mariä Himmelfahrt  | Pfarrkirche Mariahof                            | Pfarrkirche Mariahof             |
| Neumarkt in der Steiermark | Abtei St. Lambrecht (OSB) | Hl. Katharina      | Pfarrkirche Neumarkt in Steiermark              | Pfarrkirche Neumarkt             |
| Noreia |                           | Hl. Margaretha     | Pfarrkirche Noreia                              |                                  |
| Perchau am Sattel |                           | Hl. Gotthard       | Pfarrkirche Perchau                             | Pfarrkirche Perchau              |
| Pöllau bei Neumarkt |                           | Hl. Leonhard       | Pfarrkirche Pöllau in Sankt Marein bei Neumarkt | Pfarrkirche Pöllau               |
| St. Lambrecht | Abtei St. Lambrecht (OSB) | Hl. Lambert        | Stiftskirche St. Lambrecht                      | Stiftskirche St. Lambrecht       |
| Sankt Marein bei Neumarkt |                           | Mariä Himmelfahrt  | Pfarrkirche St. Marein bei Neumarkt             | Pfarrkirche St. Marein           |
| St. Veit in der Gegend |                           | Hl. Vitus          | Pfarrkirche St. Veit in der Gegend              | Pfarrkirche St. Veit             |
| Steirisch-Laßnitz | Abtei St. Lambrecht (OSB) | Hl. Nikolaus       | Pfarrkirche Steirisch-Laßnitz                   | Pfarrkirche Laßnitz              |
| Zeutschach | Abtei St. Lambrecht (OSB) | Hl. Ägidius        | Pfarrkirche Zeutschach                          | Pfarrkirche Zeutschach           |
| Die Pfarre Kärntnerisch Laßnitz gehört ebenfalls zum Seelsorgeraum St. Lambrecht und wird von St. Lambrecht aus mitbetreut, obwohl sie zum Dekanat Friesach in der Diözese Gurk-Klagenfurt gehört: |                           |                    |                                                 |                                  |
| Kärntnerisch Laßnitz |                           | Jakobus der Ältere | Pfarrkirche Kärntnerisch Laßnitz                | Pfarrkirche Kärntnerisch Laßnitz |